# دارانداش
دارانداش هي قرية في مقاطعة مرند، إيران. عدد سكان هذه القرية هو 327 في سنة 2006.